# Gemeen voorwerp (Belgisch recht)
Een gemeen voorwerp is in het Belgisch recht een voorwerp dat niet vatbaar is voor toe-eigening. Een voorwerp dat wel vatbaar is voor toe-eigening is een goed.
Nationaal recht